# Göran Gripenwaldt
Göran Gripenwaldt,  född 5 april 1721 i Mantorp, Veta socken, Östergötlands län, död 10 juni 1760 i Norrköping, var en svensk major.

## Biografi
Göran föddes 5 april 1721 i Mantorp, Veta socken, Östergötlands län. Föräldrarna var ryttmästare Erik Gripenwaldt och Ingrid Margareta Adlersten. Föddes den 7 april samma år och i dopboken står tilltalsnamnet som Georg. Vittnen vid dopet var följande: jungfru Christina Rydelia, jungfru Beata Eleonora Gripenwaldt, fru Catharina Rosenholm, komminister Marcus Tilberg, pastor Samuel Wigius och häradshövdingen Peter Ekner.
Han blev 1731 volontär vid Östgöta kavalleriregemente. Vart sedan korpral 1734 vid samma regemente. 14 februari 1749 löjtnant. Bara två månader senare samma år den 21 april vart han kaptenlöjtnant. 14 september 1751 ryttmästare. Göran tog avsked som major den 13 december 1753. Riddare av Svärdsorden den 13 januari 1755. 
Gifte sig i Skänninge den 7 mars 1745 med friherrinnan Charlotta Eleonora Dorotea Funck (1722-1759), dotter till landshövdingen Isak Funck och grevinnan Eleonora Lindschöld. 
Han begravdes i Veta kyrka, där ett epitafium över honom sattes upp.